# Quadro FX

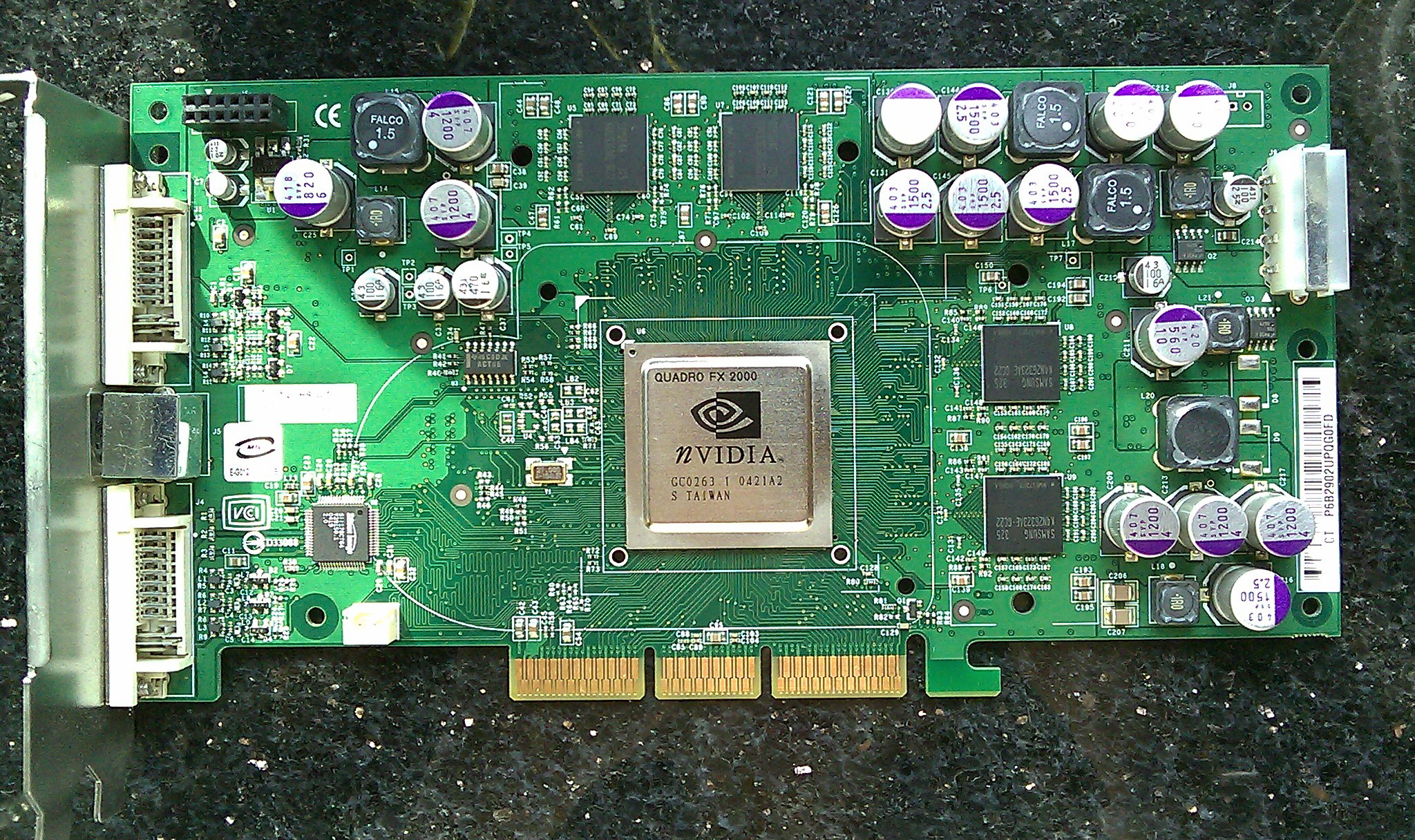
Quadro FX 2000

Quadro FX是NVIDIA專業顯示核心Quadro產品線中的一個系列。首款產品源自GeForce FX系列架構，於2003年發售，其後一直沿用。自2010年7月27日發表基於Fermi架構的新品後，NVIDIA將“Quadro FX系列”重新劃分為“Quadro系列”。
Quadro FX系列定位於專業繪圖工作站領域。多數產品的核心實質上與定位於個人領域的GeForce完全相同，但與GeForce相比Quadro強調與行業軟體的兼容性、穩定性以及高效率。其驅動程式對行業軟體及編程介面有相應的優化。幾乎所有Quadro FX系列都通過了AutoCAD認證，可完整支援線框模式的反鋸齒，集成一個專為AutoCAD平滑線條所設計的硬體引擎，高效能的Gooch著色器。Quadro FX還具備UMA技術，高速的硬體交互作業與雙面光照、3D動態剖切技術。
一般來說Quadro的價錢比GeForce貴，所以有客戶軟改GeForce顯示卡，利用改版的驅動，可將同核心的GeForce改為Quadro，雖然效能會稍稍略遜於Quadro但價格卻低廉甚多。但從GeForce 8系列產品以後，Quadro逐漸與GeForce的差別增大，GeForce基本無法再改為Quadro。

## 外部連結
1. ↑  .   [2010-08-10]. （原始内容存档于2008-05-27）.
2. ↑  .   [2010-08-10]. （原始内容存档于2009-10-22）.

- NVIDIA Quadro FX 專業級繪圖解決方案（页面存档备份，存于）（繁體中文）
- NVIDIA Quadro行動工作站（页面存档备份，存于）（繁體中文）